# Xã Huntington, Quận Ross, Ohio
Xã Huntington (tiếng Anh: Huntington Township) là một xã thuộc quận Ross, tiểu bang Ohio, Hoa Kỳ. Năm 2010, dân số của xã này là 6.220 người.